# Cherie
Cherie, skriven av Stephan Berg, är den sång den svenska hårdrocksgruppen Black Ingvars framförde i den svenska Melodifestivalen 1998. Bidraget kom där på femte plats. Den 4 april 1998 gjordes ett försök att få in låten på Svensktoppen, vilket dock misslyckades.